# Chewa (lud)
Chewa (lub Nyanja) – lud zamieszkujący tereny Afryki Wschodniej, głównie Malawi, a także wschodnią Zambię i regiony Niassa, Tete i Milange w Mozambiku. W 2010 roku liczebność Chewa wynosiła 12,3 mln. Lud ten posługuje się językiem czewa z rodziny bantu, który jest drugim językiem urzędowym (po angielskim) w Malawi i używany jest przez ponad 57% ludności tego kraju.
Gospodarka Chewa opiera się głównie na rolnictwie, uprawia się przede wszystkim kukurydzę i sorgo. Popularne jest także łowiectwo i rybołówstwo.